# Липоксай, Арпоксай и Колаксай
Липокса́й, Арпокса́й и Колакса́й — в скифской мифологии герои этногенетического мифа, три сына Таргитая, младший из которых получил верховную власть.

## Сообщения античных авторов

### Геродот
Основной источник мифа — сообщение Геродота (это первое из трёх сказаний о происхождении скифов, которое приводит историк):

Такого рода был Таргитай, а у него было трое сыновей: Липоксаис, Арпоксаис и самый младший — Колаксаис (Λιπόξαϊν καὶ Ἀρπόξαϊν καὶ νεώτατον Κολάξαιν). В их царствование на Скифскую землю с неба упали золотые предметы: плуг, ярмо, секира и чаша.
Первым увидел эти вещи старший брат. Едва он подошёл, чтобы поднять их, как золото запылало. Тогда он отступил, и приблизился второй брат, и опять золото было объято пламенем. Так жар пылающего золота отогнал обоих братьев, но, когда подошёл третий, младший, брат, пламя погасло, и он отнёс золото к себе в дом. Поэтому старшие братья согласились отдать царство младшему.
(6) Так вот, от Липоксаиса, как говорят, произошло скифское племя, называемое авхатами, от среднего брата — племя катиаров и траспиев, а от младшего из братьев — царя — племя паралатов. Все племена вместе называются сколотами, то есть царскими. Эллины же зовут их скифами.
(7) Так рассказывают скифы о происхождении своего народа…

…Упомянутые священные золотые предметы скифские цари тщательно охраняли и с благоговением почитали их, принося ежегодно богатые жертвы. … Так как земли у них было много, то Колаксаис разделил её, по рассказам скифов, на три царства между своими тремя сыновьями. Самым большим он сделал то царство, где хранилось золото.

### Параллельные тексты
Как считается, в парфении греческого поэта Алкмана из Сард сохранен фрагмент скифского эпоса: в строке «колаксаев конь за приз с ибенским спорит» упомянут именно царь Колаксай. А. И. Иванчик сопоставляет это упоминание со сведениями о чудесных конях осетинского фольклора.
В поэме Валерия Флакка «Аргонавтика» фигурирует могучий герой, скифский царь Колакс. Он назван сыном или потомком Юпитера (Зевса) и нимфы со змеями Оры. Он сражает в бою нескольких врагов, но гибнет от руки Ясона.
Среди союзников Колакса упомянут Авх, «пришедший с единодушными тысячами, выставляя напоказ киммерийские богатства. У него издавна белые волосы — прирождённый знак; пожилой возраст уже образует простор на голове. Обвивая виски тройным узлом, он спускает со священной главы две повязки…» (традицию сохраняет ряд религий с древними корнями). Имя Авха ассоциируют с авхетами из рассказа Геродота. По Грантовскому, Авх принадлежит к жречеству, стало быть, авхаты — племя жрецов.
Среди народов за Яксартом Плиний упоминает эвхатов и котиеров, безусловно тождественных авхатам и катиарам Геродота.

## Толкования

### Этимология
В. И. Абаев в своей книге 1949 года предложил этимологии имён Колаксай как соответствия *Hvar-xšaya («владыка солнца») и Арпоксай (от корня ārp-, отражённого в осетинском ārf «глубокий»), Э. А. Грантовский в статье 1960 года дополнил её, интерпретируя Липоксай от слова *ripa («гора», сопоставляя с названием Рипейских гор), что было принято Абаевым. Эти этимологии с тех пор являются наиболее популярными в науке, хотя и предпринимались попытки оспорить их. Таким образом, здесь видна связь с трехчленным разделением мира:
- Липоксай — Гора-Царь;
- Арпоксай — Река-Царь (Глубь-Царь);
- Колаксай — Солнце-Царь.

Однако некоторые исследователи, в частности, С. В. Кулланда, в последнее время говорят об ошибочности трактовок Абаева и Грантовского, отрицая наличие диалектов в скифском языке. Соглашаясь с трактовкой второй части имён, С. В. Кулланда предлагает следующие интерпретации для первых частей. Имя «Колаксай», по его мнению, происходит от иранского *xauda «шапка, шлем», что сочетается с кастой воинов-правителей. Имя «Арпоксай» происходит от иранского *arbu «умелый», что соотносится с кастой земледельцев и скотоводов. Наконец, имя «Липоксай» происходит от иранского *daip «сверкать», что вполне соответствует касте жрецов. В свою очередь, построения Кулланды были подвергнуты резкой критике А. И. Иванчиком, который ставит под сомнение компетентность Кулланды в области иранского языкознания и не видит оснований отказываться от прежних трактовок.
Таким образом, построения о параллелях между тремя мирами и тремя братьями остаются спорными (особенно рассуждения Б. А. Рыбакова).
Колаксай единственный из трёх братьев сумел овладеть упавшими с неба золотыми воспламеняющимися предметами: плугом с ярмом, секирой и чашей, олицетворяющими три сословно-кастовые группы скифского общества (рядовых общинников, воинов и жрецов), вследствие чего стал первым скифским царём. Он разделил Скифию между тремя сыновьями на три царства, в крупнейшем из которых сохраняются почитаемые золотые реликвии.
Название паралатов этимологизируется легко — родственно иранскому «парадата» (титул царской династии). Другие названия не имеют достоверной этимологии.

### Интерпретации мифа
Социальную интерпретацию мифа предложил А. Кристенсен в 1917 году, полагая, что авхаты, чей символ — плуг, земледельцы; катиары — воины-колесничие (символ — ярмо), траспии — верховые воины (символ — секира), а паралаты — цари (символ — чаша). Согласно Дюмезилю и Бенвенисту, которые внесли коррективы в схему, плуг с ярмом — символы общинников, то есть земледельцев и скотоводов, секира — военной аристократии, а чаша — жречества. По Д. С. Раевскому, паралаты — воины, в том числе цари, авхаты — жрецы, катиары и траспии — земледельцы и скотоводы. По мнению же Б. А. Рыбакова, идея о распределении предметов по частям противоречит прямому смыслу текста Геродота, согласно которому все предметы достались одному младшему сыну, а отход от буквального понимания племен у Геродота неправомерен.

### Племена
Локализации скифских племен весьма многочисленны, и консенсус исследователей отсутствует. По работам Б. А. Рыбакова, паралатов уместно размещать на Борисфене (Днепре), в области чернолесской культуры, а авхатов — согласно свидетельству Плиния Старшего: «От Тафр (Перекопа) по направлению внутрь материка живут Авхеты, во владениях которых берет начало Гипанис», — на Гипанисе (Южном Буге); таким образом, для катиаров и траспиев остаются земли ближе к Тирасу (Днестру) на Подолии — это восточноподольская и западноподольская археологические группы.
Б. А. Рыбаков конкретизировал связь имени Липоксая с конкретными «горами» — отрогами Авратынских гор, довольно круто обрывавшихся к степи; властитель катиаров и траспиев — Арпо-ксай («Царь водных глубин») — повелевал землею, по которой протекал Тирас, река с высокими скалистыми берегами.
У каждого народа, вероятно, было по несколько крепостей. У траспиев городища в Григоровке, в Дарабани и в Поливановом Яру. У катиаров городища: Немировское, Севериновское и в Якушинцах. К авхатам условно Б. А. Рыбаков отнёс городища Буда-Макеевское, знаменитое Пастырское и Шарповское (все три городища расположены на водоразделе Днепра и Буга). Это гнездо городищ отстоит от Тясминского на 40 км. Городища паралатов расположены как бы тремя гнёздами: северное — близ Киева, среднее — между Днепром и Росью, а южное — на Тясмине. Все четыре перечисленные здесь сколотские племени, согласно Рыбакову, археологически хорошо объединены во всех отношениях в единую лесостепную земледельческую культуру.